# Dyego Zuffo
Dyego Henrique Zuffo (Palmitos, 5 agosto 1989) è un giocatore di calcio a 5 brasiliano.
Con la nazionale brasiliana è stato campione del mondo nel 2024 e campione sudamericano nel 2024.

## Carriera

### Club
Amico d'infanzia di Bateria, con cui condivide l'intera trafila nel settore giovanile, debutta nelle competizioni senior con la maglia del modesto Copagril. Nel 2010 è protagonista, insieme al compagno Gadeia, della straordinaria cavalcata che consente alla squadra di Marechal Cândido Rondon di qualificarsi per la prima volta nella sua storia alla finale play-off della Liga Futsal. A livello individuale, Zuffo viene premiato come miglior laterale sinistro del campionato. Nella stagione 2013 si trasferisce al Joinville e quindi, nel gennaio del 2014, agli spagnoli del Barcellona.

### Nazionale
Con la Nazionale maschile under 20 di calcio a 5 del Brasile ha vinto il Campionato sudamericano di calcio a 5 Under-20 2008. Nel novembre del 2010 viene convocato per la prima volta nella nazionale maggiore dal commissario tecnico Marcos Sorato. Il primo torneo internazionale a cui partecipa la Coppa del Mondo 2016 nella quale il Brasile è eliminato negli ottavi di finale dall'Iran. Capitano della Seleçao campione del mondo nel 2024, è stato inoltre eletto miglior giocatore del torneo.

## Palmarès

### Club

#### Competizioni nazionali
- Campionato spagnolo: 4
Barcellona: 2018-19, 2020-21, 2021-22, 2022-23
- Coppa di Spagna: 4
Barcellona: 2018-19, 2019-20, 2021-22, 2023-24
- Coppa del Re: 5
Barcellona: 2013-14, 2017-18, 2018-19, 2019-20, 2022-23
- Supercoppa di Spagna: 2
Barcellona: 2019, 2021, 2022

#### Competizioni internazionali
- UEFA Champions League: 3
Barcellona: 2013-14, 2019-20, 2021-22

### Nazionale
- Coppa America: 1
Paraguay 2024
- Campionato mondiale: 1
Uzbekistan 2024